# يهودا جيتز
يهودا جيتز (بالعبرية: מאיר יהודה גץ‏) هو حاخام إسرائيلي، ولد في 15 أغسطس 1924 في تونس، وتوفي في 17 سبتمبر 1995 في القدس في إسرائيل بسبب نوبة قلبية.